# Les Petits Riens (association)
Pour les articles homonymes, voir Les Petits Riens (homonymie).
Ne doit pas être confondu avec Les Petits Riens, une association parisienne de soutien aux collégiens
Les Petits Riens est une association sans but lucratif belge créée en 1937 dont l’objet est la lutte contre la pauvreté et l'exclusion sociale.
L'association Les Petits Riens assure des activités de collecte, de tri et de vente d'objets divers de seconde main. Ces activités permettent d'une part de proposer un travail à de nombreuses personnes éloignées du marché de l'emploi et, d'autre part, de financer des actions sociales de lutte contre la pauvreté et l'exclusion sociale. Le financement des actions sociales est complété par des subventions publiques et des dons privés. De nombreux volontaires sont également actifs au sein de l'association .

## Historique
Les Petits Riens ont été créés par l'abbé Froidure, prêtre catholique belge actif dans l'aide à la jeunesse défavorisée. Dès cette époque, l'association a eu pour but l'aide matérielle et sociale aux personnes sans abris ou exclues et l'accompagnement à leur réinsertion.
En 2010, l'association installe sa première « bulle à textile », un conteneur de 700 kg au lieu des 300 kg traditionnels, à Forest.
En 2015, Les Petits Riens inaugurent leur nouveau centre de tri dans la rue du Zuen à Anderlecht. Sur l'année 2015, malgré un chiffre d'affaires de 9,8 millions d'euros, l'association est déficitaire d'un million d'euros. En 2016, le CA atteint 11,75 millions d'euros.
En août 2017, l'association inaugure l'ouverture de sa 20e bulle à textile. En septembre 2017, Les Petits Riens installe pendant 3 jours un lit géant de 3 mètres devant le parc du Cinquantenaire à Bruxelles pour sensibiliser aux conditions de vie des SDF. En 2017, l'association annonce avoir récolté 7.627 tonnes de vêtements et d'objets dans l'année avec ses 849 conteneurs, et ses 29 magasins ont généré un chiffre d'affaires de 10,5 millions d'euros (9,5 millions en 2016).
En mai 2018, l'association habille le Manneken Pis en SDF. En août 2018, l'association lance une campagne pour lutter contre les déchets indésirables jetés dans ses points de récolte, qui constituent 15% des volumes collectés. En décembre 2018, les 150 employés du dépôt d'Anderlecht se mettent en grève pour réclamer l'intégralité de leur prime de fin d'année.

## Les actions sociales[11]

### Insertion socio-professionnelle
Les Petits Riens collaborent avec différents pouvoirs publics afin d'engager et de former des personnes éloignées du marché du travail. Différents types de contrats d'insertion existent : Article 60, ACS, contrats Phare... De nombreux volontaires et des résidents des maisons d'accueil sont également actifs au sein de l'association. Des personnes prestant des peines de travail travaillent aussi dans les différents services des Petits Riens. 
L'association a mis en place les services suivants :
- Atelier de Formation par le Travail Horizon : cet atelier permet à des stagiaires de suivre un an de formation pratique et théorique en électromécanique. Le principe consiste à revaloriser les machines d'électroménager données. 10 000 machines ont été remises en état en 25 ans. Cette année se termine par un stage dans une autre entreprise. En 25 ans, 400 stagiaires ont été formés à travers le projet Horizon[12].
- Espace Formation Emploi : les bénéficiaires des différents services de l'association reçoivent un accompagnement dans leur recherche d'emploi (CV, accès à internet, préparation aux entretiens d'embauche).

### Aide au logement
Les Petits Riens hébergent à Bruxelles des personnes sans logements. Deux maisons accueillent ces personnes, :
- La Maison d'Accueil des Petits Riens, située rue du Prévôt, à Ixelles. Elle est destinée aux hommes adultes. En 2015 et 2016, des travaux ont été menés afin de transformer toutes les chambres en chambres individuelles. 85 personnes peuvent désormais y être hébergées. La durée moyenne des séjours est de 7 mois.
- La Maison d'Accueil @home 18-24, située avenue du Roi, à Forest. C'est une maison destinée à des jeunes adultes âgés entre 18 et 24 ans[15].

En dehors des deux maisons d'accueil, l'association propose également un service de guidance à domicile (Un toit à soi), pour les personnes qui souhaitent être accompagnées (administration, santé, alimentation, vie sociale...) au sein de leur logement privé.

### Santé
Destiné aux personnes souffrant d’assuétudes, Syner’Santé propose un soutien et un accompagnement médico-psychosocial, qui crée autour de la personne un réseau d’aide et de soins. Ce service s’adresse à des hommes à partir de 18 ans hébergés, ou  ayant  été  hébergés  dans  la  Maison  d’Accueil  des  Petits Riens  ou  au  sein  de  la  maison  d’accueil  pour  jeunes  adultes @Home 18-24. L’équipe se compose d’une coordinatrice/assistante sociale  psychiatrique, d’une  assistante  sociale  psychiatrique  et d’un psychiatre.

### Loisirs et vie sociale
L'Aire de Rien est un café social ouvert à tous les bénéficiaires ou anciens bénéficiaires des Petits Riens. L'association y organise des activités socioculturelles et des ateliers participatifs (sport, sorties à l'opéra, création de bijoux de récup', balades nature, création théâtrales...). 

### Suivi administratif
Les centre d'accueil social Abbé Froidure (à Bruxelles et à Liège) proposent un accompagnement au quotidien, à toutes les personnes qui le souhaitent :
- Aide alimentaire (accès à l'épicerie sociale, colis alimentaires)
- Soutien juridique
- Suivi budgétaire
- Accès à des biens de qualité (environ 250 000 € de biens textiles, meubles et divers offerts chaque année via ces centres[11]).

## Collecte, tri et vente

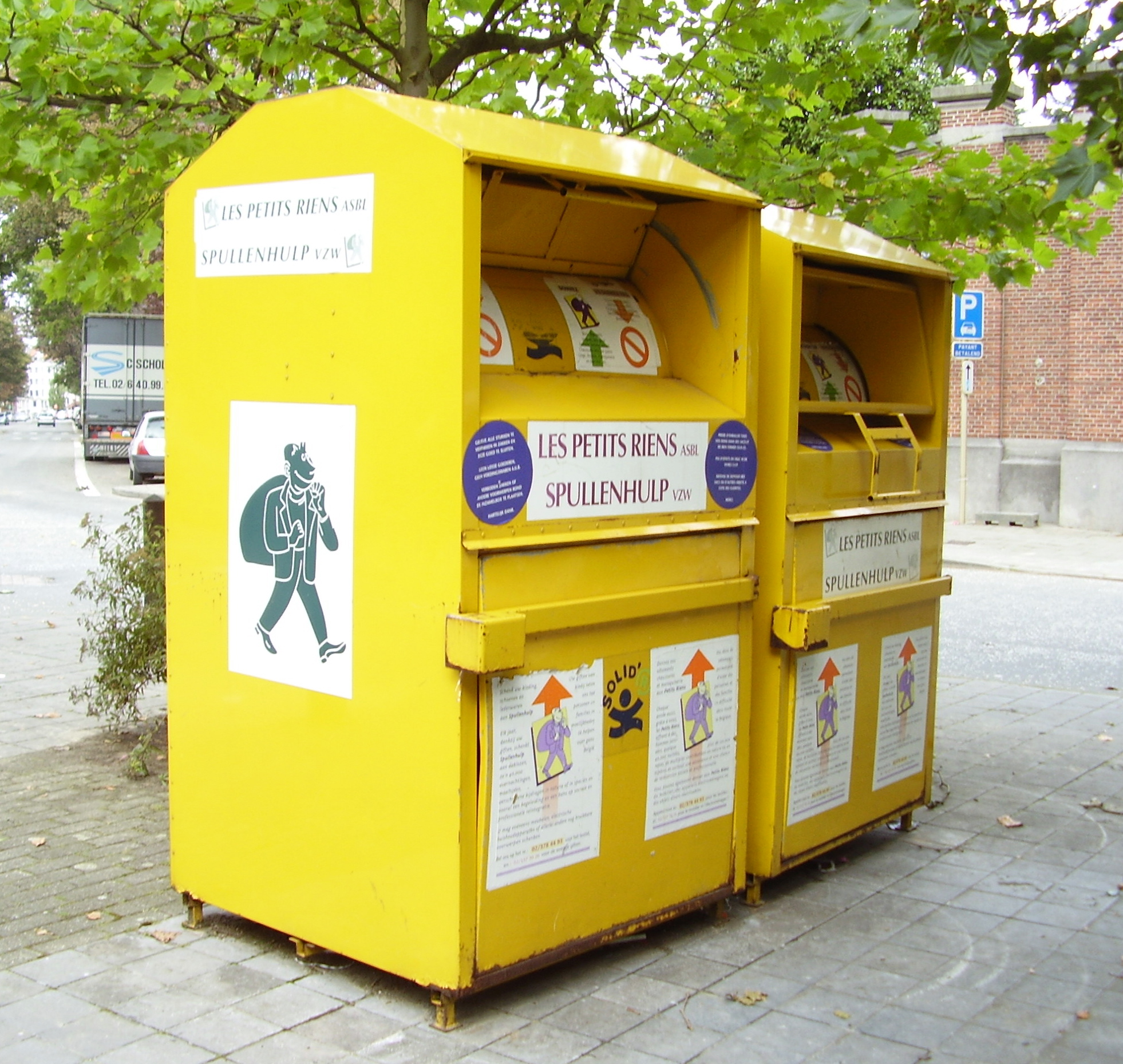
Conteneurs pour la collecte

### Collecte
Les Petits Riens collectent différents types de biens : vêtements, meubles, électroménager, vaisselle, livres, jouets, articles de sport...  
L'association a reçu le label éthique Solid'R qui garantit la plus-value environnementale, sociale et économique"  des dons faits à l'association.  
L'association collecte de 3 façons  : 
- Enlèvements gratuits à domicile
- Dépôts en magasin
- Conteneurs / bulles / guérites

### Tri
Les Petits Riens ont ouvert un centre de tri à Anderlecht en octobre 2015 . Ce centre permet de trier environ 8 000 tonnes de dons chaque année, et près de 200 personnes sont actives sur le site . Les objets collectés par l'association dans les magasins régionaux de Wavre, Namur et Liège sont pour la plupart triés sur place.
Pour ce bâtiment, Les Petits Riens ont reçu le label Entreprise Eco-dynamique, décerné par la Région de Bruxelles-Capitale.

### Vente
Les Petits Riens ont un réseau de 25 magasins ouverts à tous, à Bruxelles et en Wallonie (Bressoux, Liège, Namur et Wavre). Les articles vendus varient d'un magasin à l'autre : vêtements (hommes, femmes et enfants), jouets, livres, meubles, électroménager, vélos...
En 2017, 14% des vêtements récoltés sont revendus dans les magasins, 43% sont exportés, 24% sont recyclés, 18% sont jetés ou classés "divers". 45% du mobilier et des objets donnés sont revendus, 47% recyclés, 8% jetés.

## Financement
En 2017, l'association Les Petits Riens enregistre un chiffre d'affaires de 10.5 millions d'euros sur ses ventes. 732 donateurs réguliers ont apporté un total de 750 000 euros. L'association a bénéficié de 2,83 millions d'euros de subventions publiques.